# Franco Causio
Franco Causio (Lecce, l'1 de febrer a 1949) és un exfutbolista professional italià que va guanyar la Copa del Món de Futbol de 1982 i va jugar a la Juventus FC durant els anys 60, 70 i 80. Considerat com un dels millors extrems d'Itàlia, al llarg de la seva carrera, se li va donar el sobrenom de "El baró", pels seus moviments elegants al camp, així com per la seva bona educació i la seva actitud justa a la vida.